# Ligne de Dercy-Mortiers à Versigny
 (octobre 2021).
La mise en forme du texte ne suit pas les recommandations de Wikipédia : il faut le « wikifier ».
Les points d'amélioration suivants sont les cas les plus fréquents. Le détail des points à revoir est peut-être précisé sur la page de discussion.
- Les titres sont pré-formatés par le logiciel. Ils ne sont ni en capitales, ni en gras.
- Le texte ne doit pas être écrit en capitales (les noms de famille non plus), ni en gras, ni en italique, ni en « petit »…
- Le gras n'est utilisé que pour surligner le titre de l'article dans l'introduction, une seule fois.
- L'italique est rarement utilisé : mots en langue étrangère, titres d'œuvres, noms de bateaux, etc.
- Les citations ne sont pas en italique mais en corps de texte normal. Elles sont entourées par des guillemets français : « et ».
- Les listes à puces sont à éviter, des paragraphes rédigés étant largement préférés. Les tableaux sont à réserver à la présentation de données structurées (résultats, etc.).
- Les appels de note de bas de page (petits chiffres en exposant, introduits par l'outil «  Source ») sont à placer entre la fin de phrase et le point final[comme ça].
- Les liens internes (vers d'autres articles de Wikipédia) sont à choisir avec parcimonie. Créez des liens vers des articles approfondissant le sujet. Les termes génériques sans rapport avec le sujet sont à éviter, ainsi que les répétitions de liens vers un même terme.
- Les liens externes sont à placer uniquement dans une section « Liens externes », à la fin de l'article. Ces liens sont à choisir avec parcimonie suivant les règles définies. Si un lien sert de source à l'article, son insertion dans le texte est à faire par les notes de bas de page.
- La présentation des références doit suivre les conventions bibliographiques. Il est recommandé d'utiliser les modèles {{Ouvrage}}, {{Chapitre}}, {{Article}}, {{Lien web}} et/ou {{Bibliographie}}. Le mode d'édition visuel peut mettre en forme automatiquement les références.
- Insérer une infobox (cadre d'informations à droite) n'est pas obligatoire pour parachever la mise en page.

Pour une aide détaillée, merci de consulter Aide:Wikification.
Si vous pensez que ces points ont été résolus, vous pouvez retirer ce bandeau et améliorer la mise en forme d'un autre article.
La ligne de Dercy-Mortiers à Versigny  est une ligne de chemin de fer secondaire réalisée sous le régime d'une voie ferrée d'intérêt local et qui a relié ces deux communes du département de l'Aisne à partir de 1878.

## Historique
Cette ligne était destinée à compléter le maillage des voies de chemin de fer du département de l'Aisne en reliant la ligne d'Amiens à Laon ouverte en 1874 à la  ligne de Laon au Cateau et à la ligne de Laon à Hirson en suivant d'est en ouest la vallée de la Serre.

|                                               | Longueur | Date d'ouverture | Date de fermeture |
| Section de Dercy-Mortiers - Pouilly-sur-Serre | 7 km     | 1878             | 1959              |
| Section de Pouilly-sur-Serre à Pont-à-Bucy    | 8 km     | 1879             | 1959              |
| Section de Pont-à-Bucy à Versigny             | 7 km     | 1878             | 1959              |

C'est Mac-Mahon, Président de la République, qui, par décret du 6 février 1877 déclare d'utilité publique l'établissement d'un chemin de fer d'intérêt local à voie normale qui se détacherait de la ligne de Laon à Hirson depuis la gare de Dercy-Mortiers pour rejoindre la ligne d'Amiens à Laon à la gare de Versigny en suivant la rive gauche de La Serre.

Dans son livre sur l'histoire de Chalandry paru en 1902, Edmond Brucelle relate l'inauguration de cette ligne.

« La ligne fut inaugurée solennellement le 11 novembre 1879, en présence d'une affluence considérable d'intéressés et de curieux.

Un train spécial préparé à Versigny, tête de ligne, attendait les invités venant de Laon, Paris, Saint-Quentin.

La machine avait été spécialement décorée; le train s'érrêta à toutes les stations. »

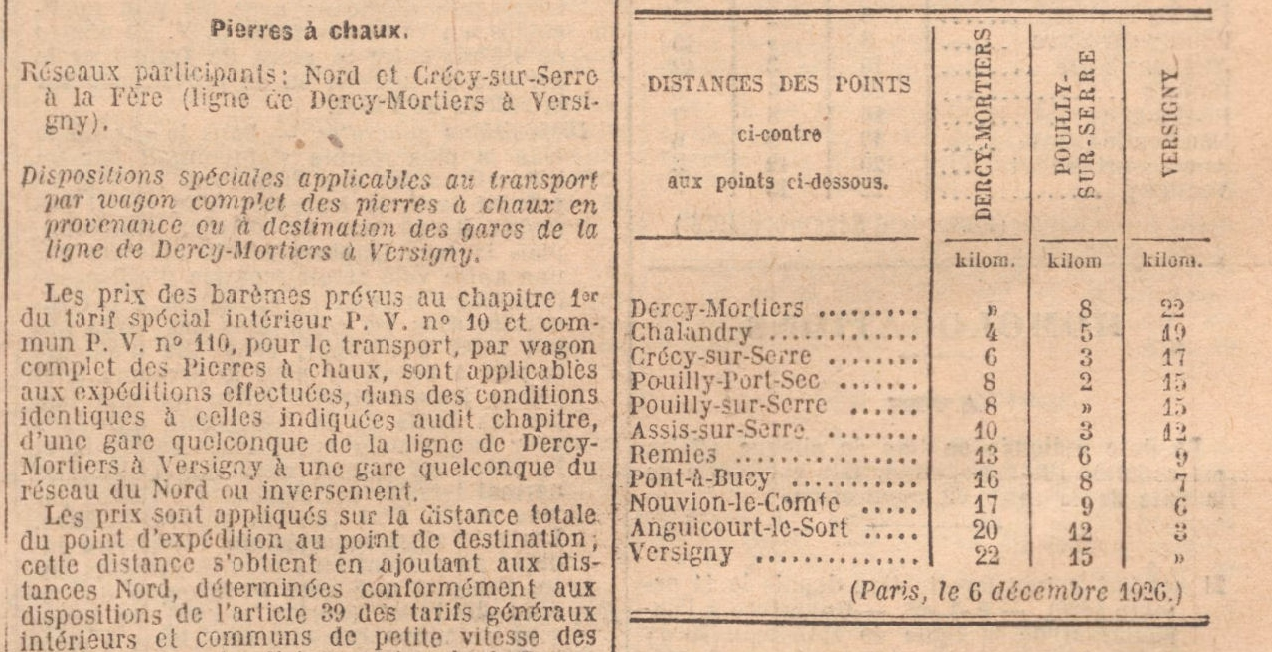

Outre le transport des voyageurs, cette ligne servait également à transporter les betteraves sucrières vers les sucreries de Nouvion-le-Comte et de Nouvion-et-Catillon .

Comme l'indiquent les tarifs ci-dessus, la pierre à chaux extraite de la carrière d'Anguilcourt-le-Sart était transportée sur cette ligne.

|  |  |

### Carte de la ligne

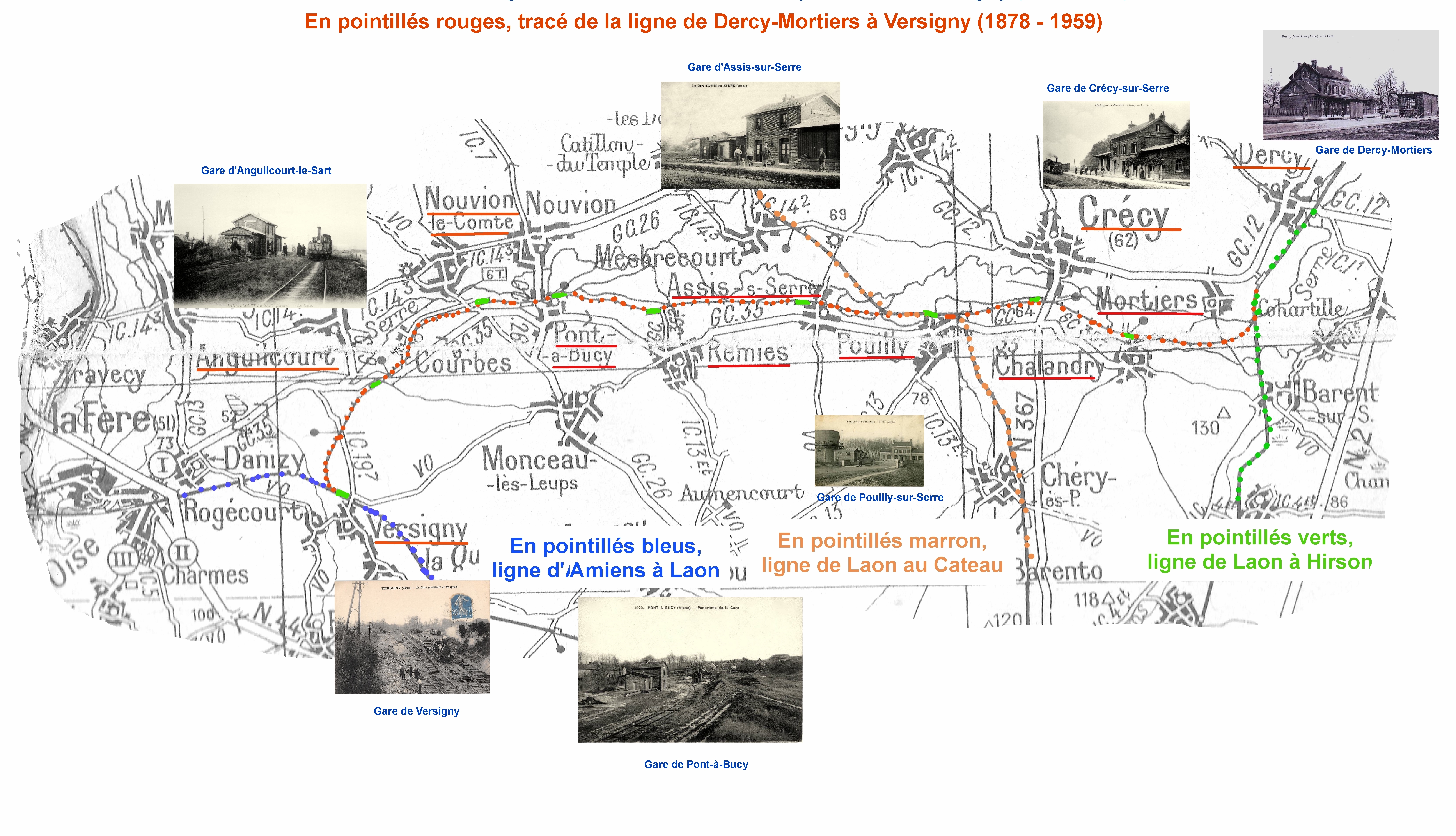
Carte de la ligne de Dercy-Mortiers à Versigny.

### Ligne
| Gares et stations   | Les gares à l'origine. | | État actuel1.                                                           |
| ------------------- | --- | --- | ----------------------------------------------------------------------- |
| Mortiers            | | |                                                                         |
| Chalandry           | | À l'origine, la gare de Chalandry était entièrement construite en bois. Elle fut jugée trop petite et en 1902, on en a édifié une nouvelle en briques et en bois plus spacieuse et mieux disposée pour le service. (Edmond Brucelle - Histoire de Chalandry 1904. | Le bâtiment bien que modifié est reconnaissable a la sortie du village. |
| Crécy-sur-Serre     | | |                                                                         |
| Pouilly-sur-Serre   | | |                                                                         |
| Pouilly-sur-Serre   | | |                                                                         |
| Assis-sur-Serre     | | |                                                                         |
| Remies              | | |                                                                         |
| Pont-à-Bucy         | | |                                                                         |
| Nouvion-le-Comte    | | |                                                                         |
| Anguilcourt-le-Sart | | |                                                                         |
| Versigny            | | |                                                                         |
| Versigny            | À Versigny, la ligne de Dercy-Mortiers à Versigny rejoignait la ligne de Laon à Amiens. La gare était commune aux deux lignes. | |                                                                         |